# Ranga Yogeshwar
Ranga Yogeshwar (n. 18 mai 1959, Luxemburg) este un fizician, jurnalist științific și autor luxemburghez care, printre altele, a dezvoltat și moderat numeroase formate de televiziune. A devenit cunoscut publicului la sfârșitul anilor 1980, în special în țările vorbitoare de limbă germană, ca prezentator al diferitelor formate de televiziune pe teme de științe naturale; pe lângă documentarele TV individuale, are și seriale științifice precum Quarks și Co și W wie Wissen (ro: C de la cunoaștere), adesea legat de analize critice și prognoze asupra impactului socio-politic.

## Date biografice
Ranga provine dintr-o familie de oameni de știință originari din India. Tatăl lui este un istoric care este fiul unui bibliotecar indian, S. R. Ranganathan (1892–1972), care a descoperit Colon-Klassifikation (Clasificarea Colon). După examenul de bacalaureat de la  Lycée classique de Diekirch, Ranga a studiat fizica în Luxemburg. Unul dintre temele principale ale studiului fiind „Experimentelle Elementarteilchenphysik și Astrophysik“ la institul RWTH din Aachen. El i-a parte la o serie de seminare și conferențe științifice la Indian Institute of Science din Bangalore. 
Yogeshwar este căsătorit cu soprana luxemburgheză Uschi Yogeshwar cu care are un fiu. Locuiește în Hennef (Sieg) și are un telescop astronomic în grădină. În anul 1993 Yogeshwar este atacat în Praga, de un radical de dreapta, de atunci el este angajat în campanii de combatere a radicalismului împotriva emigranților străini.

## Premii
- Premiul Adolf-Grimme (2003)